# Nure
Nure (perski: نوره) – wieś w Iranie, w ostanie Kurdystan. W 2006 roku liczyła 776 mieszkańców w 212 rodzinach.